# Steve Atkinson
Steven John „Steve“ Atkinson (* 16. Oktober 1948 in Toronto, Ontario; † 6. Mai 2003 in Niagara Falls, Ontario) war ein kanadischer Eishockeyspieler, der im Verlauf seiner aktiven Karriere zwischen 1964 und 1978 unter anderem 303 Spiele für die Boston Bruins, Buffalo Sabres und Washington Capitals in der National Hockey League (NHL) sowie 52 weitere für die Toronto Toros in der World Hockey Association (WHA) auf der Position des rechten Flügelstürmers bestritt.

## Karriere
Atkinson verbrachte zwischen 1964 und 1968 eine überaus erfolgreiche Juniorenzeit bei den Niagara Falls Flyers in der Ontario Hockey Association Junior League (OHA-Jr.). Während dieser vier Jahre gewann der Flügelstürmer in den Jahren 1965 und 1968 jeweils das Double mit den Flyers, bestehend aus dem J. Ross Robertson Cup der OHA und dem Memorial Cup der gesamten Canadian Hockey League (CHL). Zudem wurde er im NHL Amateur Draft 1966 in der ersten Runde bereits an sechster Stelle von den Boston Bruins aus der National Hockey League (NHL) ausgewählt. Das Draftrecht, das sich die Bruins von den Detroit Red Wings gesichert hatten, war das erste Draftrecht der NHL-Geschichte, das in einem Transfergeschäft das Franchise wechselte.
Für die Bruins bestritt Atkinson jedoch lediglich eine Partie in der Spielzeit 1968/69. Stattdessen kam er in den folgenden beiden Jahren ausschließlich bei deren Farmteam, den Oklahoma City Blazers, in der Central Hockey League (CHL) zu Einsätzen. Dort gelang es ihm allerdings als CHL Rookie of the Year ausgezeichnet und zugleich ins First All-Star Team der Liga berufen zu werden. Den Sprung in die NHL schaffte der Kanadier erst zur Saison 1970/71. Zunächst folgte jedoch eine Odyssee, ehe er im November 1970 sein NHL-Debüt für die Buffalo Sabres absolvierte. Zunächst war er im Juni 1970 von den Bruins an die Hershey Bears aus der American Hockey League (AHL) verkauft worden, die seine Rechte aber noch im selben Monat über den NHL Intra-League Draft an die St. Louis Blues verloren. Diese setzten ihn Anfang November 1970 schließlich auf die Waiver-Liste, von wo ihn die Sabres auswählten. Bei den Sabres etablierte sich der Offensivspieler schnell in der NHL und sammelte in seinem Rookiejahr 38 Scorerpunkte.
Nachdem seine Offensivausbeute in den folgenden drei Spielzeiten kontinuierlich abnahm, blieb Atkinson für den NHL Expansion Draft 1974 von den Buffalo Sabres ungeschützt, sodass ihn die neu gegründeten Washington Capitals auswählten. Dort pendelte er in der Spielzeit 1974/75 zwischen dem Kader der Capitals und dem des Kooperationspartners Richmond Robins in der AHL. Nach dem Jahr bei den Capitals verließ Atkinson die NHL und schloss sich als Free Agent den Buffalo Norsemen aus der North American Hockey League (NAHL) an. Als seine Transferrechte in der World Hockey Association (WHA) im Januar 1976 von den Toronto Toros erworben worden waren, wechselte er im Januar 1976 zum Team aus seiner Geburtsstadt und beendete dort die Saison 1975/76. Danach ließ der Kanadier seine Karriere in der Ontario Hockey Association Senior League (OHA-Sr.) bei den Brantford Alexanders ausklingen. Mit den Alexanders gewann er 1977 den Allan Cup und beendete ein Jahr später im Alter von 29 Jahren seine Karriere als Aktiver.
Atkinson verstarb im Mai 2003 im Alter von 54 Jahren an den Folgen eines Herzinfarkts in seiner Wahlheimat Niagara Falls in der Provinz Ontario.

## Erfolge und Auszeichnungen
| - 1965 J.-Ross-Robertson-Cup-Gewinn mit den Niagara Falls Flyers - 1965 Memorial-Cup-Gewinn mit den Niagara Falls Flyers - 1968 J.-Ross-Robertson-Cup-Gewinn mit den Niagara Falls Flyers - 1968 Memorial-Cup-Gewinn mit den Niagara Falls Flyers | - 1969 CHL Rookie of the Year - 1969 CHL First All-Star Team - 1977 Allan-Cup-Gewinn mit den Brantford Alexanders - 2007 Aufnahme in die Barrie Sports Hall of Fame (posthum) |

## Karrierestatistik
(Legende zur Spielerstatistik: Sp oder GP = absolvierte Spiele; T oder G = erzielte Tore; V oder A = erzielte Assists; Pkt oder Pts = erzielte Scorerpunkte; SM oder PIM = erhaltene Strafminuten; +/− = Plus/Minus-Bilanz; PP = erzielte Überzahltore; SH = erzielte Unterzahltore; GW = erzielte Siegtore; 1 Play-downs/Relegation; Kursiv: Statistik nicht vollständig)